# Mistrovství Evropy juniorů v atletice 2007
19. Mistrovství Evropy juniorů v atletice – sportovní závod organizovaný EAA se konal v nizozemském Hengelu. Závod se odehrál ve dnech 19. července – 22. července 2007. 

## Výsledky

### Muži
| Soutěž            | Zlato                                                                     | Výkon    | Stříbro                                                                     | Výkon    | Bronz                                                                     | Výkon    |
| 100 m             | Julian Reus                                                               | 10,38    | Yannick Lesourd                                                             | 10,53    | Giuseppe Aita                                                             | 10,57    |
| 200 m             | Alexander Nelson                                                          | 20,83    | Julian Reus                                                                 | 20,87    | Luke Fagan                                                                | 21,08    |
| 400 m             | Yannick Fonsat                                                            | 46,34    | Marcin Kłaczański                                                           | 46,46    | Eric Kruger                                                               | 46,49    |
| 800 m             | Robin Schembera                                                           | 1:47,98  | James Brewer                                                                | 1:48,08  | Adam Kszczot                                                              | 1:48,10  |
| 1500 m            | Mario Scapini                                                             | 4:01,31  | Victor Corrales                                                             | 4:01,44  | Merihun Crespi                                                            | 4:01,83  |
| 5000 m            | Morhad Amdouni                                                            | 14:08,27 | Mohamed Elbendir                                                            | 14:14,79 | Dmytro Lašyn                                                              | 14:15,26 |
| 10 000 m          | Dmytro Lašyn                                                              | 29:51,58 | Matti Markowski                                                             | 30:10,75 | Roman Pozďajkin                                                           | 30:13,70 |
| 110 m překážek    | Artur Noga                                                                | 13,36    | Vladimir Žukov                                                              | 13,46    | Gianni Frankis                                                            | 13,47    |
| 400 m překážek    | Silvio Schirrmeister                                                      | 50,60    | Vjačeslav Sakajev                                                           | 50,72    | Toby Ulm                                                                  | 50,99    |
| 3000 m překážek   | Jakub Holuša                                                              | 8:50,30  | Alexandru Ghinea                                                            | 8:50,42  | Carlos Alonso                                                             | 8:50,95  |
| Štafeta 4 × 100 m | Německo Rouven Christ Julian Reus Robert Hering Markus Brandt             | 39,81    | Spojené království Funmi Sobodu Alexander Nelson Luke Fagan Leevan Yearwood | 39,83    | Francie Charles Figaro Yannick Lesourd Frédéric Mignot Nyls Nubret        | 40,21    |
| Štafeta 4 × 400 m | Spojené království Nigel Levine Robert Davis Louis Persent Jordan McGrath | 3:08,21  | Německo Pascal Nabow Eric Kruger Thomas Schneider Robin Schembera           | 3:08,64  | Francie Bruno Naprix Mickael Francois Jean-Patrick Rolland Yannick Fonsat | 3:09,19  |
| Chůze na 10 000 m | Sergej Morozov                                                            | 40:02,88 | Matteo Giupponi                                                             | 40:54,88 | Lluís Torlá                                                               | 41:06,32 |
| Skok do výšky     | Oleksandr Nartov                                                          | 2,23 m   | Andrij Procenko Raul Spank                                                  | 2,21 m   | neudělena                                                                 | –        |
| Skok o tyči       | Leonid Kivalov                                                            | 5,60 m   | Jevgenij Agejev                                                             | 5,50 m   | Łukasz Michalski                                                          | 5,45 m   |
| Skok daleký       | Olivier Huet                                                              | 7,78 m   | Ivan Slepov                                                                 | 7,61 m   | Marcos Caldeira                                                           | 7,58 m   |
| Trojskok          | Lukman Adams                                                              | 16,50 m  | Ilja Jefremov                                                               | 16,49 m  | Dzmitryj Platnicki                                                        | 16,49 m  |
| Vrh koulí         | Alexandr Bulanov                                                          | 19,95 m  | Antonio Vital E Silva                                                       | 19,66 m  | Nikola Kišanić                                                            | 19,63 m  |
| Hod diskem        | Nikolaj Šeďuk                                                             | 62,72 m  | Ivan Hryšyn                                                                 | 62,28 m  | Joni Mattila                                                              | 58,05 m  |
| Hod kladivem      | Arno Laitinen                                                             | 71,94 m  | Adrian Pop                                                                  | 70,80 m  | Siarhiej Cycoryn                                                          | 70,23 m  |
| Hod oštěpem       | Matthias de Zordo                                                         | 78,59 m  | Roman Avramenko                                                             | 75,24 m  | Thomas Smet                                                               | 72,56 m  |
| Desetiboj         | Matthias Prey                                                             | 7 908    | Rok Deržanič                                                                | 7 560    | Rico Freimuth                                                             | 7 524    |

### Ženy
| Soutěž            | Zlato                                                                                | Výkon    | Stříbro                                                                             | Výkon    | Bronz                                                                     | Výkon    |
| 100 m             | Ezinne Okparaebová                                                                   | 11,45    | Inna Jeftimova                                                                      | 11,52    | Kateřina Čechová                                                          | 11,58    |
| 200 m             | Hayley Jones                                                                         | 23,37    | Jelizaveta Bryzginová                                                               | 23,66    | Inna Jeftimova                                                            | 23,78    |
| 400 m             | Danijela Grgić                                                                       | 52,45    | Ksenija Ustalova                                                                    | 52,92    | Olga Fomina                                                               | 53,68    |
| 800 m             | Mirela Lavric                                                                        | 2:02,84  | Emma Jackson                                                                        | 2:03,23  | Machteld Mulder                                                           | 2:03,72  |
| 1500 m            | Cristina Vasiloiu                                                                    | 4:15,30  | Stephanie Twell                                                                     | 4:16,03  | Daniela Donisa                                                            | 4:18,19  |
| 3000 m            | Cristina Vasiloiu                                                                    | 9:13,51  | Natalja Popkova                                                                     | 9:14,17  | Daniela Donisa                                                            | 9:14,54  |
| 5000 m            | Natalja Popkova                                                                      | 16:08,95 | Ingunn Opsal                                                                        | 16:14,59 | Emily Pidgeon                                                             | 16:31,30 |
| 100 m překážek    | Alexandra Fedorivová                                                                 | 13,12    | Lætitia Denis                                                                       | 13,35    | Marina Andrjuchina                                                        | 13,50    |
| 400 m překážek    | Fabienne Kohlmann                                                                    | 56,42    | Perri Shakesová-Draytonová                                                          | 56,46    | Anastasija Ott                                                            | 57,27    |
| 3000 m překážek   | Karoline Bjerkeli Grøvdal                                                            | 9:44,34  | Kristine Eikrem Engeset                                                             | 9:47,35  | Poļina Jeļizarova                                                         | 10:03,91 |
| Štafeta 4 × 100 m | Spojené království Anike Shand-Whittingham Ashlee Nelson Hayley Jones Asha Philipová | 44,52    | Ukrajina Hanna Titimeć Natalija Pohrebniak Anna Jaroščuková Jelizaveta Bryzginová   | 44,77    | Polsko Martyna Książek Marika Popowicz Agnieszka Ceglarek Weronika Wedler | 45,32    |
| Štafeta 4 × 400 m | Rusko Olga Fomina Anastasija Ott Anna Verchovskaja Ksienija Ustalova                 | 3:33,95  | Spojené království Meghan Beesley Hayley Jones Joey Duck Perri Shakesová-Draytonová | 3:37,29  | Německo Wiebke Ullmann Esther Cremer Lena Schmidt Fabienne Kohlmann       | 3:37,32  |
| Chůze na 10 000 m | Anisja Kirďapkinová                                                                  | 43:27,20 | Jelena Šumkina                                                                      | 46:24,74 | Aljona Kostromitina                                                       | 46:41,56 |
| Skok do výšky     | Erika Wiklund                                                                        | 1,82 m   | Liene Karsuma                                                                       | 1,82 m   | Mirela Demirevová                                                         | 1,82 m   |
| Skok o tyči       | Minna Nikkanenová                                                                    | 4,35 m   | Christina Michel                                                                    | 4,25 m   | Anna Katharina Schmid                                                     | 4,25 m   |
| Skok daleký       | Manuela Galtier                                                                      | 6,44 m   | Eloyse Lesueur                                                                      | 6,34 m   | Julija Pidlužná                                                           | 6,28 m   |
| Trojskok          | Kaire Leibak                                                                         | 14,02 m  | Hanna Kňazeva                                                                       | 13,85 m  | Cristina Bujin                                                            | 13,57 m  |
| Vrh koulí         | Melissa Boekelman                                                                    | 16,51 m  | Alena Kapiec                                                                        | 16,10 m  | Isabell Von Loga                                                          | 15,74 m  |
| Hod diskem        | Vera Karmišina                                                                       | 56,16 m  | Sandra Perkovićová                                                                  | 55,42 m  | Tamara Apostolico                                                         | 52,21 m  |
| Hod kladivem      | Bianca Perie                                                                         | 64,35 m  | Kateřina Šafránková                                                                 | 62,95 m  | Natalja Šajunova                                                          | 62,73 m  |
| Hod oštěpem       | Vira Rebryková                                                                       | 58,48 m  | Sinta Ozoliņa                                                                       | 57,01 m  | Urszula Kuncewicz                                                         | 54,83 m  |
| Sedmiboj          | Aiga Grabuste                                                                        | 5 920    | Eliška Klučinová                                                                    | 5 709    | Nikola Ogrodníková                                                        | 5 607    |

## Medailové pořadí
| Umístění | Stát               | Zlato | Stříbro | Bronz | Celkem |
| -------- | ------------------ | ----- | ------- | ----- | ------ |
| 1.       | Rusko              | 10    | 8       | 6     | 24     |
| 2.       | Německo            | 7     | 5       | 4     | 16     |
| 3.       | Spojené království | 4     | 6       | 4     | 14     |
| 4.       | Francie            | 4     | 3       | 2     | 9      |
| 5.       | Rumunsko           | 4     | 2       | 3     | 9      |
| 6.       | Ukrajina           | 3     | 6       | 1     | 10     |
| 7.       | Norsko             | 2     | 2       | 0     | 4      |
| 8.       | Finsko             | 2     | 0       | 1     | 3      |
| 9.       | Česko              | 1     | 2       | 2     | 5      |
| 10.      | Lotyšsko           | 1     | 2       | 1     | 4      |
| 11.      | Polsko             | 1     | 1       | 4     | 6      |
| 12.      | Itálie             | 1     | 1       | 3     | 5      |
| 13.      | Chorvatsko         | 1     | 1       | 1     | 3      |
| 14.      | Nizozemsko         | 1     | 0       | 1     | 2      |
| 15.      | Estonsko           | 1     | 0       | 0     | 1      |
| 15.      | Švédsko            | 1     | 0       | 0     | 1      |
| 17.      | Španělsko          | 0     | 2       | 2     | 4      |
| 18.      | Bělorusko          | 0     | 1       | 3     | 4      |
| 19.      | Bulharsko          | 0     | 1       | 2     | 3      |
| 20.      | Portugalsko        | 0     | 1       | 1     | 2      |
| 21.      | Slovinsko          | 0     | 1       | 0     | 1      |
| 22.      | Belgie             | 0     | 0       | 1     | 1      |
| 22.      | Švýcarsko          | 0     | 0       | 1     | 1      |
| Celkem   | Celkem             | 44    | 45      | 43    | 132    |